# 莫伊卡
50°10′38″N 35°3′48″E / 50.17722°N 35.06333°E
莫伊卡（烏克蘭語：Мойка）是位於烏克蘭東部的村莊，由哈爾科夫州博霍杜希夫區的克拉斯諾庫特斯克市鎮負責管轄。該村始建於1688年，面積0.57平方公里，海拔高度154米，2001年人口37，人口密度每平方公里64.9人。